# Das Ding (Film)
Das Ding ist ein deutscher TV-Zweiteiler, der erstmals am 31. August 1979 im ZDF gezeigt wurde. Er entstand nach dem gleichnamigen Roman von Franz Josef Wagner.

## Handlung
Die mit ihrem Leben unzufriedenen Wehrdienstleistenden Rocky, Sprinter, Engelchen und Joker und deren Freundin Michaela überfallen 1973 gemeinsam einen Geldtransport von 250 Millionen D-Mark, bestehend aus frisch geprägten 5-DM-Münzen in vier LKW. Dazu wird eine Baustelle fingiert, um den Konvoi zu langsamer Fahrt zu zwingen. Dann werden Kampfgasgranaten auf die Lüftungseinlässe der MAN-Lastwagen abgefeuert. Drei der vier LKW können die Freunde rauben und verstecken diese anschließend in einem verlassenen Bergwerk. Dabei tötet Rocky versehentlich einen der Geldtransportbeifahrer. Später müssen die Räuber in den Fernsehnachrichten erfahren, dass die Bundesregierung einen terroristischen Hintergrund vermutet und die 5-DM-Münzen gegen neue Münzen austauschen will, so dass die erbeuteten „nagelneuen Heiermänner“ nicht mehr in Umlauf gebracht werden können, wodurch die Beute wertlos wird.
Ab diesem Zeitpunkt zerfällt die Gruppe.
Während Rocky in den USA nach seinem Vater sucht, setzen die übrigen Bandenmitglieder Sprinters Plan zur Geldwäsche um: Sie treten bei etlichen Banken als Automatenaufsteller auf und zahlen Geldbomben mit jeweils 200 der 5-DM-Stücke auf ihre Konten ein. In den verbleibenden zehn Monaten bis zur Auflage der neuen 5-DM-Stücke rechnen sie mit einem Umsatz von insgesamt 10 Millionen DM.
Nachdem Rocky zurückgekehrt ist und findet, dass dieser Plan keine Klasse hat, verfolgt er seinen eigenen, die Münzen einschmelzen zu lassen. Dazu findet er eine in Konkurs befindliche Firma, die über entsprechende Schmelzkapazitäten verfügt, und überzeugt den Besitzer Geye durch eine hohe Anzahlung zur Mitarbeit. Das eingeschmolzene Silber soll dann über einen durch Rockys Vater vermittelten Kontakt verkauft werden. Die anderen lehnen diesen Plan wegen der vielen Mitwisser ab.
Rocky versucht schließlich allein, die Lastwagen aus dem Stollen zu holen, wird aber beim Versuch, den Ausgang freizusprengen, verschüttet. Als Sprinter in den Stollen kommt, um Geld zu holen, findet er ihn. Nachdem ihm Rocky erzählt hat, dass er einen Schmelzmeister für seinen Plan gefunden hat, beschließt Sprinter, ihn nicht zu befreien, sondern sterben zu lassen. Rocky schwört daraufhin, sie alle umzubringen.
Da die Explosion auch die Laster verschüttet hat, hat keiner mehr Zugriff auf die weiteren Münzen.
Ein halbes Jahr später stellt sich heraus, dass Rocky den Unfall mit einer Querschnittlähmung vom Nabel abwärts überlebt hat. Er schickt den anderen einen anonymen Erpresserbrief und bestellt sie zum Stollen; sie sollen mit dem VW-Bus „die übliche Route“ nehmen. Da sie Rocky für tot halten, fällt ihr Verdacht auf den Schmelzmeister als Erpresser. Sie beschließen, zwar zum Treffpunkt zu fahren, aber kein Geld zu zahlen, und bewaffnen sich.
Rocky besorgt sich im Rotlichtmilieu ein Scharfschützengewehr. Er stellt, an derselben Stelle wie bei ihrem Raub, auf der Autobahn Schilder auf, und wartet auf der Brücke, von der aus auch die Geldlaster beschossen wurden, auf den VW-Bus. Er erschießt die drei Männer. Michaela findet ihn auf der Brücke und wird von ihm fortgeschickt.
Mitarbeiter vom Bundeskriminalamt kommen in Begleitung des Schmelzmeisters Geye zu Rocky. Geye nickt nur kurz, nachdem er Rocky erkannt hat.
Rocky kommt in die Psychiatrie und wird dort unter Medikamente gesetzt. In der letzten Szene wird er im Rollstuhl in sein Zimmer gebracht, und im Off äußert er seine Absicht, das Geld später mit Michaela aus dem Stollen zu holen.

## Hintergrund
Die Verfilmung des Romans von „Provokateur“ Franz Josef Wagner rankt sich um den tatsächlich durchgeführten Austausch der 5-DM-Münzen im Jahr 1975. Einspielungen von Meldungen der Nachrichtensendung heute stellen einen Bezug zur Realität her. Der tatsächliche Grund für den Umtausch waren die durch Silberspekulation stark angestiegenen Herstellungskosten der alten Münzen, deren Materialwert den Nennwert zu übersteigen drohte.
Der Darsteller des Joker, Steve Connolly, war ein Roadie von The Clash und den Sex Pistols und wirkte auch in mehreren Filmen von Wolfgang Büld mit.
Während der Arbeit an der Serie Der harte Handel erhielt Ulrich Edel vom Produzenten Herbert Knopp im Schneideraum das Buch von Franz Josef Wagner, das für ein zukünftiges Projekt in Betracht gezogen wurde. Edel war von der ungewöhnlich gut erzählten und spannend konstruierten Geschichte fasziniert und begann umgehend mit der Umsetzung des neuen Projekts. Wagner hat im Film einen kurzen Auftritt als Chauffeur des Generalstaatsanwalts.
Für die Rolle des Jokers musste Edel einen farbigen Schauspieler finden. Da es in Deutschland keine passenden Kandidaten in der gewünschten Altersgruppe gab, suchte er in London und fand Wayne Laryea. Da dieser kein Deutsch sprach, wurde seine Rolle zunächst auf Englisch aufgenommen und später synchronisiert.
Ursprünglich war geplant, dass der damalige Bundeskanzler Helmut Schmidt im Film auftreten sollte, als die Einführung neuer 5-DM-Münzen bekanntgegeben wird. Da der Film im Jahr 1973 spielt, hätte Schmidt diese Rolle gut ausgefüllt, da er zu diesem Zeitpunkt Finanzminister war. Schmidt sagte jedoch ab und erklärte, dass er die Rolle zwar in Erwägung gezogen habe, da sein Beruf auch mit der Schauspielerei zu tun habe, er sie jedoch nicht spielen könne.
Die Dreharbeiten wurden von der Bundeswehr unterstützt. Im Rahmen eines NATO-Manövers wurde ein echter Konvoi organisiert, für den die Soldaten und Fahrzeuge bezahlt wurden. In der Nähe von München wurde ein Abschnitt einer noch nicht eröffneten Autobahn gemietet, die keinen Mittelstreifen hatte; dieser wurde anschließend vom Produktionsteam ergänzt. Bei der Durchsicht des Filmmaterials stellte sich jedoch heraus, dass bei den Szenen auf der Autobahn ein falscher Filter verwendet wurde, wodurch fast 80 % des Materials unbrauchbar wurden. Eine erneute Bezahlung der Bundeswehr war im Budget nicht vorgesehen. Die Bundeswehr bot daraufhin an, ein echtes Manöver durchzuführen, um die Dreharbeiten zu ermöglichen, jedoch ohne die Autobahn abzusperren. Das Produktionsteam musste heimlich arbeiten und in der Dämmerung filmen. Die im Film sichtbaren Szenen wurden somit hauptsächlich während eines echten Bundeswehrmanövers auf der Autobahn aufgenommen. Die Schauspieler verwendeten zudem Originalwaffen der Bundeswehr, was jedoch nicht öffentlich kommuniziert werden durfte.
Ein weiteres logistisches Problem, das nicht der Presse mitgeteilt wurde, betraf die 50 Millionen 5-DM-Münzen, die mit einem Gewicht von 560 t nicht in fünf Laster passten, da diese unter dem Gewicht zusammengebrochen wären. Daher mussten die Münzen eigentlich auf deutlich mehr Laster verteilt werden, was bedeutete, dass fünf Räuber nicht ausgereicht hätten.
Edel legte bei der Inszenierung großen Wert auf Authentizität, Kameradschaft und ein realistisches Zusammenspiel der Figuren. Seine eigene Erfahrung einer „militärischen Erziehung“ in einem Jesuiteninternat prägte sein Verständnis von Disziplin und Gruppendynamik. Er bevorzugte den Einsatz von Handkamera, um den Schauspielern mehr Freiheit beim Spiel zu ermöglichen und eine lebendigere Atmosphäre zu schaffen. Zum Zeitpunkt der Dreharbeiten war noch keine Steadicam verfügbar. Die Dreharbeiten fanden in 50 Tagen statt, wobei jeder Teil in 25 Tagen gedreht wurde – damals ein erheblicher Aufwand für drei Stunden Fernsehen, heute vergleichbar mit dem Zeitrahmen für Tatort-Produktionen.
Edel hob hervor, dass der Film bewusst Genre-Klischees unterlaufe, indem er die Bande der Räuber über weite Strecken zusammenhalten lasse. Er betonte, dass der Film nicht nur als klassischer Gangsterfilm angelegt sei, sondern auch eine politische Dimension besitze: Nachdem der Raub zunächst gelingt, reagiert die Regierung mit einer Währungsumstellung, um die Beute der Täter wertlos zu machen.